# Al-Malikijja (Bahrajn)
Al-Malikija (arab. المالكية) – miasto w Bahrajnie, liczy 14 900 mieszkańców (2006).